# Liaozhong
Liaozhong (chinesisch 辽中区, Pinyin Liáozhōng Qū) ist ein Stadtbezirk der Unterprovinzstadt Shenyang im Norden der chinesischen Provinz Liaoning. Er hat eine Fläche von 1.460 km² und zählt 395.017 Einwohner (Stand: Zensus 2020).

## Geographie
Liaozhong hat ein kontinentales Klima mit einer Jahresdurchschnittstemperatur von 8,7 °C. Die Winter sind kalt mit −10,5 °C Durchschnittstemperatur im Januar und die Sommer sind heiß mit durchschnittlichen Juli-Temperaturen von 24,4 °C. Es fallen jährlich etwa 648,1 Millimeter Niederschlag, wobei die Sommermonate Juli und August die meiste Feuchtigkeit bringen. Es gibt pro Jahr etwa 173 frostfreie Tage und 2775 Sonnenstunden.
Liaozhong verfügt über fast 90.000 Hektar Ackerland und reichlich 10.000 Hektar Wald. Für Siedlungen, Industrie und Bergbau werden 17.000 Hektar Land verbraucht, für Verkehrsanlagen fast 6000 Hektar und 20.000 entfallen auf Wasserflächen.

## Bevölkerung
Für das Jahresende 2017 wurde eine ansässige Bevölkerung von 456.182 ermittelt. Im Jahre 2017 gab es 2768 Geburten und 5471 Todesfälle, es wanderten 2251 Personen ab und 995 Personen wanderten zu. Die Bevölkerung von Liaozhong schrumpft somit leicht. Bei der Volkszählung des Jahres 2000 wurden noch 501.627 Einwohner in 160.640 Haushalten ermittelt, davon 256.688 Männer und 244.939 Frauen.
Die Volkszählung des Jahres 2010 ergab, dass in Liaozhong 29 nationale Minderheiten leben. Von den 26.494 Angehörigen von Minderheiten sind die Mandschu (19.899 Personen), die Hui (2779 Personen), die Mongolen (2540 Personen), die Xibe (925 Personen) und die Koreaner (194 Personen) die wichtigsten.

## Administrative Gliederung
Auf Gemeindeebene setzt sich Liaozhong per 2018 aus vier Straßenvierteln, 16 Großgemeinden und einer Staatsfarm zusammen. Diese sind:
- Straßenviertel Pudong (蒲东街道), Puxi (蒲西街道), Ciyutuo (茨榆坨街道), Chengjiao (城郊街道)
- Großgemeinden Yujiafang (于家房镇), Zhujiafang (朱家房镇), Lengzipu (冷子堡镇), Liu’erpu (刘二堡镇), Xinmintun (新民屯镇), Manduhu (满都户镇), Yangshigang (杨士岗镇), Xiaozhaimen (肖寨门镇), Changtan (长滩镇), Sifangtai (四方台镇), Liujianfang (六间房镇), Yangshipu (养士堡镇), Panjiapu (潘家堡镇), Laodafang (老大房镇), Daheigangzi (大黑岗子镇), Niuxintuo (牛心坨镇)
- Staatsfarm Sifangtai (四方台农场).[5]